# 库维利亚
库维利亚，是西班牙卡斯蒂利亚-莱昂索里亚省的一个市镇。总面积20平方公里，总人口61人（2001年），人口密度3人/平方公里。